# Спичино (Невелски район)
Спичино (на руски: Спичино, на полски: Spiczyno или Szpiczynie) е махала (на руски: деревня) в Невелски общински окръг на Невелски общински район на Псковска област в Русия.
Идентификационният код на махалата според Общоруския класификатор на обектите на административно-территориално деление (ОКАТО) е: 58220802044.
До 1 март 2023 г. махалата е била част от Артьомовска волост (община), след което със Закон на Псковска област, приет от Псковското областно събрание на депутатите на 28 февруари 2023 г., влязло в сила на 2 март 2023 г., Артьомовска волост и други са обединени в една община, наречена Невелски общински окръг с административен център – град Невел.

## География
Махалата се намира в южната част на Псковска област, в зона с иглолистно-широколистни гори, южно от автомобилен път 58К-037, на разстояние около 13 километра (по права линия) източно от град Невел – административен център на общинския окръг и район. Абсолютната височина е 160 метра над морското равнище.
Климат
Климатът се характеризира като умереноконтинентален, с продължителна снежна зима и сравнително кратко топло лято. Средната годишна температура на въздуха е 4,4 °C. Средната многогодишна температура на най-студения месец (януари) е −8°C, средната температура на най-топлия месец (юли) е +17,4°C. Средните годишни валежи са 554 mm. Снежната покривка се задържа 100 – 105 дни.
Часова зона
Махала Спичино, както и останалата част от Псковска област, се намира в Московската часова зона (московско време). Изместването на прилаганото време спрямо UTC е +3:00.

## История
Към 1906 г. Спичино има статут на селище и е част от Мошенинска волост с административен център махала Мошенино в Невелски уезд на Витебска губерния в Руската империя. Спичино е принадлежало на благородническите родове с православно вероизповедание – Зенкевич и Миклашевски. Размерът на „удобната земя“ (обработваема земя) тогава е бил 79 десетини (≈ 86,3 хектара), неудобната – 5 десятини (≈ 5,4 хектара), а „под гората“ – 8 десятини (≈ 8,7 хектара). Броят на дворовете бил 5; броят на жителите: мъже – 15, жени – 10.
Още по времето на Полско-литовската държава, т. е. преди 1788 г., Спичино (на полски: Spiczyno) е принадлежало на благородническия род Миклашевски. За това свидетелства ревизионната книга от 1788 г., в която са изброени населените места и благородническите родове, станали част от Руската империя в хода на подялбите на Полско-литовската държава между Руската империя, Кралство Прусия и Хабсбургската монархия. Оригиналът на тази книга днес се съхранява в Националния архив на Беларус. Това е засвидетелствано и утвърдено и с личен указ на императрица Екатерина II от 11 септември 1788 г. Оригиналът на този указ днес се съхранява в Руския държавен исторически архив.
- Книга за записи на благороднически родове, 1788 г.
- Обложка
- Миклашевски имат „имение по наследство [...] в Невелски уезд, село Спичино, без селяни“.

- Личен указ на императрица Екатерина II от 11 септември 1788 г.

## Население
| Численост на населението | Численост на населението |
| ------------------------ | ------------------------ |
| 1906 г.                  | 25 души                  |
| 2001 г.                  | 2 души                   |
| 2002 г.                  | 0                        |
| 2010 г.                  | 0                        |